# Tidarren sisyphoides
Tidarren sisyphoides es una especie de araña araneomorfa del género Tidarren, familia Theridiidae. Fue descrita científicamente por Walckenaer en 1842.
Habita desde los Estados Unidos hasta Argentina.